# Kalisube
Kalisube is een bestuurslaag in het regentschap Banyumas van de provincie Midden-Java, Indonesië. Kalisube telt 3385 inwoners (volkstelling 2010).